# Урожай (деревня)
Урожай (баш. Урожай) — деревня в Иглинском районе Республики Башкортостан Российской Федерации. Входит в состав Тавтимановского сельсовета.

## География

### Географическое положение
Расстояние до:
- районного центра (Иглино): 30 км,
- центра сельсовета (Тавтиманово): 12 км,
- ближайшей ж/д станции (Тавтиманово): 12 км.

## Население
| 2002 | 2009 | 2010 |
| ---- | ---- | ---- |
| 28   | ↗42  | ↘40  |

Национальный состав
Согласно переписи 2002 года, преобладающие национальности — чуваши (50 %), русские (43 %).